# So Jealous
So Jealous je studiové album kanadské hudební skupiny Tegan and Sara, které vyšlo 14. září 2004. Je to v pořadí třetí album vydané pod hlavičkou společnosti Vapor Records, čtvrté celkově. Skladba "Walking with a Ghost" byla později nazpívaná kapelou The White Stripes a stala se jejich titulní písní na EP Walking with a Ghost. Obal alba byl vytvořen designérkou EE Storey.

## Profesionální kritika
Recenzentka magazínu Rolling Stone, Meredith Ochs, chválila album pro jeho "záblesky brilance" a napsala, že je toto album důležitým mezníkem a pravděpodobně začátkem úspěšné kariéry skupiny. Všimla si přeměny z předchozího spíše "indie-folkového" alba na nynější "živě punk-popové" album inspirované osmdesátými léty. Skladby "Where Does the Good Go" a "Speak Slow" označila za nejlepší.
Recenze Stephena Thomase Erlewina z Allmusic ohodnotila album 4 hvězdami z 5. Popsal album jako ambiciózní a plné života a určil toto album jako zatím "nejuspokojivější". Zaznamenal posun zvuku od předchozích nahrávek, tím, co popsal jako "velkou dávkou nové vlny citlivosti (anglicky a heavy dose of new wave sensibility)". Skladba "So Jealous" je podle něj nejvíce přístupná široké veřejnosti. Michael Endelman z Entertainment Weekly udělil albu známku B+ a zaznamenal nový vývoj zvuku a vliv rock 'n' rollu.
Marc Hogan z Pitchfork Media napsal negativní recenzi na toto album, ve které ohodnotil album 3,4 body z 10.

## Seznam skladeb
| Pořadí         | Název                                                  | Délka |
| -------------- | ------------------------------------------------------ | ----- |
| 1.             | You Wouldn't Like Me                                   | 2:56  |
| 2.             | Take Me Anywhere                                       | 2:31  |
| 3.             | I Bet It Stung                                         | 3:35  |
| 4.             | I Know I Know I Know                                   | 3:44  |
| 5.             | Where Does the Good Go                                 | 3:37  |
| 6.             | Downtown                                               | 4:25  |
| 7.             | I Won't Be Left                                        | 2:38  |
| 8.             | Walking with a Ghost                                   | 2:30  |
| 9.             | So Jealous                                             | 2:58  |
| 10.            | Speak Slow                                             | 2:21  |
| 11.            | Wake Up Exhausted                                      | 3:16  |
| 12.            | We Didn't Do It                                        | 3:48  |
| 13.            | Fix You Up                                             | 2:53  |
| 14.            | I Can't Take It                                        | 4:30  |
| 15.            | Love Type Thing (Bonusová skladba na japonském vydání) | 1:48  |
| Celková délka: | Celková délka:                                         | 45:41 |

## Obsazení
- Nick Blasko — viola
- Chris Carlson — basová kytara
- David Carswell — kytara, piano
- Rob Chursinhoff — perkuse, bubny
- John Collins — kytara, perkuse
- Howard Redekopp — kytara, klávesy
- Matt Sharp — klávesy, syntezátor
- Tegan and Sara — varhany, kytara, perkuse, piano, klávesy

Produkce
- David Carswell — producent
- John Collins — producent
- Steve Hall — mastering
- Joel Livesy — asistent inženýr
- Misha Rajaratnam — asistent inženýr
- Howard Redekopp — producent, inženýr, mixing
- Rob Stesanson — asistent inženýr
- Tegan and Sara — producent

Design
- Dustin Rabin — fotografie

## Coververze a použití skladeb
- Skladba "So Jealous" (v překladu Tak žárlivý) zazněla v epizodě televizního seriálu Veronica Mars, která se trefně nazývala "Green-Eyed Monster" (v překladu Zeleno-oká příšera). "I Know I Know I Know" byla použita v další epizodě s názvem "The Rapes of Graff".
- "So Jealous" byla také součástí epizody "Labia Majora" seriálu stanice Showtime Láska je Láska.
- "Where Does the Good Go?" byla použita v úspěšném seriálu stanice ABC Chirurgové, ve čtvrté epizodě první sezóny, "No Man's Land". V tomto seriálu také zazněly skladby "Take Me Anywhere", "Fix You Up", "You Wouldn't Like Me", "I Won't Be Left" a "Downtown".
- Píseň "Where Does the Good Go?" také zazněla v kanadském televizním seriálu Being Erica.
- Skladba "Walking with a Ghost" zazněla v seriálu One Tree Hill, v 21. epizodě 2. série. Píseň byla použita také v upoutávce na seriál Medium v roce 2006 a ve filmové montáži pro britský pořad zaměřený na fotbal Soccer AM v květnu roku 2007. Dodatečně byla použita ve filmu z roku 2006 These Girls (ve kterém hrál David Boreanaz).
- Kanadská hardcore punková kapela Cancer Bats nazpívala v roce 2009 cover verzi písně "So Jealous".
- Punková skupina Alkaline Trio nahrála v roce 2008 cover písně "Wake Up Exhausted" a vydala ho na b-straně singlu "Help Me".